# Дејвид Сајмон
Дејвид Сајмон (енгл. David Simon; Вернон Хилс, 9. август 1982) амерички је кошаркаш. Игра на позицији центра.

## Колеџ
Сајмон је играо кошарку на универзитету у Форт Вејну. У својој првој сезони, просечно је постизао 10,6 поена и 5,8 скокова по мечу. На крају прве године доживео је повреду левог колена и морао је да иде на операцију, али је успео да се опорави за наредну сезону. Пред почетак друге године био је рангиран као други центар НЦАА лиге иза Емека Окафора са Конектиката. Пријавио се НБА драфт 2004. али није изабран, да би након тога доживео повреду предњих укрштених лигамената десног колена. Своју последњу годину колеџа завршио је са просеком од 16,6 поена и 6,9 скокова по сусрету.

## Каријера
Симон је 2005. године је покушао преко летње лиге да дође до уговора са Њу Џерзи нетсима и Минесота зимбервулвсима, али није успео. У октобру 2005. потписао је уговор са бугарском екипом Лукојл академик која је играла у УЛЕБ купу. Након једне године у Бугарској одлази у Русију и потписује за екипу Стандарта. Ту остаје до фебруара када одлази у француски Дижон. У екипи Дижона у сезони 2007/08. има просечно 15,3 поена и 6,2 скока по сусрету. Наредна дестинација му је била екипа Стразбура. Ту је провео две сезоне, настављајући са добрим партијама. У сезони 2009/10. је са екипом Стразбура играо ФИБА Еврочеленџ где је на шест одиграних утакмица просечно бележио 17,8 поена и 8,3 скока по мечу. 2010 одлази у Јужну Кореју и потписује за екипу Анјанга. Тамо је одиграо 42 утакмице са сјајним просецима од 20,2 поена и 8,9 скокова по мечу.
У августу 2011. потписао је за Раднички из Крагујевца. Пружао је сјајне партије и проглашен је за најкориснијег играча Јадранске лиге, а био је и најбољи стрелац и други скакач сезоне са просеком од 19,4 поена и 6,4 скока по мечу. У јуну 2012. потписао је уговор са екипом Астане из Казахстана, и са њима провео наредне две сезоне. Од 2014. је играо у Јужној Кореји. Сезону 2014/15. провео у екипи Вонџуа, а наредну почиње као члан Сеул кнајтса, да би у фебруару 2016. прешао на Филипине где је потписао за Тропанг ТНТ.